# G-Fest
La G-Fest, spesso scritta come G-FEST, è una convention annuale dedicata ai film del franchise Godzilla e agli altri kaijū (letteralmente strana bestia, che è anche il nome del genere dei film giapponesi con mostri giganti) come Gamera. La G-Fest è organizzata dalla Daikaiju Enterprises, Ltd. e dalla rivista G-Fan. Nel corso di essa hanno luogo concorsi e sono proiettati film per gli appassionati di mostri giapponesi.
Attori, registi, tecnici specializzati e altri personaggi famosi che hanno lavorato su Godzilla, Ultraman, Gamera e altri film di kaiju in Giappone sono ospiti frequenti al G-Fest. Spesso, l'ospite d'onore è onorato con il "Mangled Skyscraper Award" per i suoi contributi duraturi al genere kaiju.
La G-Fest venne creata da J. D. Lees, editore della rivista G-Fan e del sito web di G-Fan, e da John Rocco Roberto. L'attore Robert Scott Field frequenta regolarmente la G-Fest come ospite e traduttore.
La G-Fest dispone di una Dealer's Room, una sfilata di costumi, un model show e una competizione fan film. Altre attività popolari sono le proiezioni cinematografiche (tenute al Pickwick Theater di Rosemont, Illinois), tornei di videogiochi, attività per bambini e le sessioni di autografi. G-Fest inoltre raccoglie soldi per cause caritative.

## Convention
G-Fest (Friends of G-Fan) '94
- Primo meeting pubblico dei collaboratori di G-Fan, Howard Johnson Hotel, O'Hare Airport, Illinois

G-Fest (G-Con) '95
- Date: 18-20 agosto 1995[1]
- Prima convention organizzata.[2] Le prime due giornate furono chiuse al pubblico fino a quando non si diffusero notizie e fu aperto al pubblico l'ultimo giorno.
- Radisson Hotel, Arlington Heights, Illinois

G-Fest (G-Con) '96
- Ospiti: Kenpachiro Satsuma, Haruo Nakajima
- Radisson Hotel, Arlington Heights, Illinois

G-Fest (G-Con) '97
- Ospiti: Don Glut, Marc Cerasini, Bob Eggleton, Stuart Galbraith IV, David Kalat, Steve Ryfle
- Wyndham Hotel, Chicago, Illinois

G-Fest '98
- Ospiti: William Stout, Mike Fredericks, Yoshikazu Ishii, Gene Rizzardi
- Wyndham Hotel, Chicago, Illinois

G-Fest '99
- Date: 23–25 luglio 1999
- Ospiti: Noriaki Yuasa, Shūsuke Kaneko, Wataru Mimura, Hiroshi Kashiwabara, Robert Scott Field, Volker Engel, Forrest J. Ackerman, Peter Fernandez, Corrine Orr, August Ragone, Norman England, Hisataka Kitaoka (ora Ryuki Kitaoka), Don Glut
- Film: Gamera 3 - Iris kakusei (première statunitense), Ultraman Tiga & Ultraman Daina & Ultraman Gaia: Chō jikū no daikessene
- Mangled Skyscraper Award presented to: Forrest J. Ackerman
- Burbank Hilton, Burbank, California

G-Fest 2000
- Date: 14-16 ottobre 2000
- Ospiti: Sadamasa Arikawa, Noriaki Yuasa, Koichi Kawakita, Haruo Nakajima, Kenpachiro Satsuma, Megumi Odaka, Kieta Amemiya, Yuji Sakai, Hisataka Kitaoka (now Ryuki Kitaoka), August Ragone, Mach Fumiake, Robert Scott Field,
- Film: Godzilla, Gojira VS Destroyer, Il figlio di Godzilla, Mothra 3
- Mangled Skyscraper Award presented to: Koichi Kawakita
- Hollywood Roosevelt, Los Angeles, California

G-Fest '01
- Date: 13–15 luglio 2001
- Ospiti: Shinichi Wakasa, Greg Shoemaker, Bob Eggleton, Robert Scott Field
- Film: Godzilla, Gojira VS Mekagojira, Gojira VS Spacegojira
- Mangled Skyscraper Award presented to: Greg Shoemaker
- Radisson Hotel, Arlington Heights, Illinois

G-Fest '02
- Date: 12–14 luglio 2002
- Ospiti: Koichi Kawakita, Hurricane Ryu, Robert Scott Field
- Film: Gojira VS Destroyer, Gamera 2 - Legion shūrai, Gojira × Megaguirus - G shōmetsu sakusen
- Mangled Skyscraper Award presented to: Stan G. Hyde
- Radisson Hotel, Arlington Heights, Illinois

G-Fest X
- Date: 18–20 luglio 2003
- Ospiti: Noriaki Yuasa, Carl Craig, Yoshikazu Ishii, Robert Scott Field
- Film: Inferno nella stratosfera, Gamera 3 - Iris kakusei, Gojira Mothra King Ghidorah - Daikaijū sōkōgeki
- Mangled Skyscraper Award presented to: Noriaki Yuasa
- Radisson Hotel, Arlington Heights, Illinois

G-Fest XI
- Date: 9–11 luglio 2004
- Ospiti: Teruyoshi Nakano, Robert Scott Field, Brian Thomas
- Film: L'invasione degli astromostri, Distruggete Kong! La Terra è in pericolo!, Gojira × Mothra × Mekagojira - Tōkyō SOS
- Mangled Skyscraper Award presented to: Teruyoshi Nakano
- Holiday Inn O'Hare International, Rosemont, Illinois

G-Fest XII
- Date: 8–10 luglio 2005
- Ospiti: Yoshimitsu Banno, Yoshikazu Ishii, Carl Craig, Robert Scott Field, Robert Conte
- Film: Uomini H, Godzilla - Furia di mostri, Gojira - Final Wars
- Mangled Skyscraper Award presented to: Yoshikazu Ishii
- Crowne Plaza O'Hare International, Rosemont, Illinois

G-Fest XIII
- Date: 7–9 luglio 2006
- Ospiti: Kazuki Ōmori, Yoshikazu Ishii, Robert Scott Field, Robert Conte
- Film: Godzilla contro King Ghidorah, Negadon, il mostro venuto da Marte, Chiisaki yūsha-tachi ~Gamera~
- Mangled Skyscraper Award presented to: Robert Scott Field
- Crowne Plaza O'Hare International, Rosemont, Illinois

G-Fest XIV
- Date: 6–8 luglio 2007
- Ospiti: Rhodes Reason, Shelley Sweeney, Carl Craig, Robert Scott Field, Don Glut and Reiko Yamada
- Saturday Afternoon Concert Performed by: Rieko Wada, Tomomi Matsumura, Shetoshi Yamada, Marcus Dunleavy
- Film: King Kong - Il gigante della foresta, Il trionfo di King Kong
- Mangled Skyscraper Award presented to: Don Glut
- Crowne Plaza O'Hare International, Rosemont, Illinois

G-Fest XV
- Date: 4–6 luglio 2008
- Ospiti: Haruo Nakajima, Don Frye, August Ragone, Robert Scott Field, Don Glut, Jörg Buttgereit
- Film: Matango il mostro, Gli eredi di King Kong, Godzilla contro i giganti, Godzilla contro Biollante, Yamato Takeru, Gojira × Mekagojira
- Mangled Skyscraper Award presented to: Haruo Nakajima
- Crowne Plaza O'Hare International, Rosemont, Illinois

G-Fest XVI
- Date: 3–5 luglio 2009
- Ospiti: Kenji Sahara, Robert Scott Field, August Ragone, David Kalat
- Film: Gojira Mothra King Ghidorah - Daikaijū sōkōgeki, I misteriani, Watang! Nel favoloso impero dei mostri, The Monster X Strikes Back: Attack the G8 Summit
- Mangled Skyscraper Award presented to: Kenji Sahara
- Crowne Plaza O'Hare International, Rosemont, Illinois

G-Fest XVII
- Date: 9–11 luglio 2010
- Ospiti: Akira Takarada, Bob Eggleton, Robert Scott Field, William M. Tsutsui, David Kalat, Damon Foster
- Film: Il figlio di Godzilla, Godzilla contro Mothra, Gojira 2000 - Millennium, Gojira × Megaguirus - G shōmetsu sakusen, Il ritorno di Godzilla, Godzilla
- Mangled Skyscraper Award presented to: Akira Takarada
- Rosemont Hotel at O'Hare, Rosemont, Illinois

G-Fest XVIII
- Date: 15–17 luglio 2011
- Ospiti: Hiroyuki Watanabe, Shinji Higuchi, Hiroshi Sagae, Robert Scott Field, August Ragone
- Film: Gamera: Super Monster, Mothra, Godzilla vs. Mechagodzilla II, Gamera: Guardian of the Universe, Ultraman Tiga & Ultraman Dyna & Ultraman Gaia: Battle in Hyperspace, Gamera 2: Advent of Legion
- Mangled Skyscraper Award presented to: Shinji Higuchi
- Crowne Plaza O'Hare, Rosemont, Illinois

G-Fest XIX
- Date: 13-15 luglio 2012
- Ospiti: Akira Takarada, Satoshi Furuya, Robert Scott Field, Svengoolie
- Film: King Kong, The Beast from 20,000 Fathoms, Gorgo, Gamera, Godzilla, King of the Monsters!, Godzilla vs. Destoroyah
- Mangled Skyscraper Award presented to: Bin "Satoshi" Furuya
- Crowne Plaza O'Hare, Rosemont, Illinois

G-Fest XX
- Date: 12-14 luglio 2013
- Ospiti: Tsutomu Kitagawa, Shinichi Wakasa, Shizuo Nakajima, Robert Scott Field, Frank H Woodward, Cleve Hall
- Film: 20 Million Miles To Earth, Gamera 3 - Iris kakusei, Gamera vs. Gyaos, The X From Outer Space, Pacific Rim (proiezione di mezzanotte) Godzilla vs. Space Godzilla, Godzilla vs. Megaguirus
- Mangled Skyscraper Award presented to: Shinichi Wakasa
- Crowne Plaza O'Hare, Rosemont, Illinois

G-Fest XXI
- Date: 11-13 luglio 2014
- Ospiti: Koichi Kawakita, Tomoko Ai, Katsuhiko Sasaki, Hiroshi Sagae, Don Frye, Robert Scott Field, Shinpei Hayashiya
- Film: King Kong, King Kong Lives, Gamera vs. Barugon, Yonggary, Godzilla vs. Destoroyah, Godzilla vs. King Ghidorah
- Mangled Skyscraper Award presented to: Bob Eggleton
- G-Fest Hall of Fame inductees: Tim Bean, John DeSentis and Chris Oglio
- Crowne Plaza O'Hare, Rosemont, Illinois  -->

G-Fest XXII
- Date: 10-12 luglio 2015
- Ospiti: Masaaki Tezuka, Noboru Kaneko, August Ragone, Robert Scott Field, Kow Otani
- Film: Assalto alla Terra, La mantide omicida, Kinkong - L'impero dei draghi, Gamera - Daikaijū kuchu kessen, Godzilla contro Biollante, Gojira × Megaguirus - G shōmetsu sakusen
- Mangled Skyscraper Award presented to: Masaaki Tezuka
- G-Fest Hall of Fame inductees: August Ragone, Matt Frank, and Tom Tvrdik
- Crowne Plaza O'Hare, Rosemont, Illinois

G-Fest XXIII
- Date: 15-17 luglio 2016
- Ospiti: Akira Takarada, Linda Miller, Satoshi Furuya, Hiroko Sakurai, Robert Scott Field, August Ragone, Yoshikazu Ishii, Hiroshi Sagae, Carl Craig, Sojiro Uchino, Tony Isabella
- Film: King Kong - Il gigante della foresta, Godzilla contro King Ghidorah, Yongary il più grande mostro, Il mostro invincibile, Il fango verde, Daikaijū Batoru: Urutora Ginga Densetsu - The Movie
- Mangled Skyscraper Award presented to: Hiroko Sakurai
- G-Fest Hall of Fame Award inductees: Damon Foster, Ed Godziszewski, and John Roberto (posthumously)
- Crowne Plaza O'Hare, Rosemont, Illinois

G-Fest XXIV
- Date: 14-16 luglio 2017
- Ospiti: Michiru Ōshima, Yuji Kaida, Shinji Higuchi, Ryuki Kitaoka, Kazuhiro Nakagawa, Kiyotaka Taguchi, Robert Scott Field, Tony Isabella
- Film: Il trionfo di King Kong, Dragon Wars, Gojira × Megaguirus - G shōmetsu sakusen, Godzilla, Kong: Skull Island, Shin Godzilla
- Mangled Skyscraper Award presented to: Michiru Ōshima
- G-FAN Lifetime Achievement Award presented to: Shinji Higuchi
- G-Fest Hall of Fame Award inductees: Jeff Horne, Sean Linkenback, and Kyle Yount
- Crowne Plaza O'Hare, Rosemont, Illinois

G-Fest XXV
- Date: 13-15 luglio 2018
- Ospiti: Megumi Odaka, Keizo Murase, Kenpachiro Satsuma, Don Frye, Gene Rizzardi
- Film: The Valley of Gwangi, Dinosaurus!, The Mighty Peking Man, Pacific Rim Uprising, Rampage, Godzilla vs. Mothra
- Mangled Skyscraper Award presented to: Megumi Odaka, Keizo Murase, Kenpachiro Satsuma
- G-Fest Hall of Fame Award inductees: Skip Peel, David Nunes, Paul Gavins
- Crowne Plaza O'Hare, Rosemont, Illinois

G-Fest XXVI
- Date: 12-14 luglio 2019
- Ospiti: Akira Takarada, Shusuke Kaneko, Peggy Neal, Yoshikazu Ishii, Sonoe Nakajima
- Film: : All Monsters Attack, Ghidorah, the Three-Headed Monster, The X from Outer Space, Godzilla, Mothra and King Ghidorah: Giant Monsters All-Out Attack, Godzilla: King of the Monsters (2019), Invasion of Astro-Monster, Linking Love (2017)
- Mangled Skyscraper Award presented to:  Shusuke Kaneko
- G-FAN Lifetime Achievement Award presented to: Akira Takarada
- G-Fest Hall of Fame Award inductees: Sonoe Nakajima, the Baioa Family, Martin Arlt
- Crowne Plaza O'Hare, Rosemont, Illinois

G-Fest XXVII
- Date: 15-17 luglio 2022
- Ospiti: Hiroyuki Kawase, Tomoko Ai
- Film: Godzilla vs. Hedorah, Godzilla vs. Megalon, Godzilla (1954), Godzilla vs the Sea Monster, Godzilla vs. Kong, Terror of Mechagodzilla
- G-Fest Hall of Fame Award inductees: Steve Ryfle, Diane Dougherty, Hiroshi Sagae
- Hyatt Regency O'Hare, Rosemont, Illinois

G-Fest XXVIII
- Date: 14-16 luglio 2023
- Ospiti: Yumiko Shaku, Don Frye, Linda Jo Miller, T.J. Storm
- Film: Destroy All Monsters, Godzilla (1998), Godzilla Raids Again, Shin Ultraman, Godzilla Against Mechagodzilla, Godzilla (2014)
- G-Fest Hall of Fame Award inductees: TBA
- Hyatt Regency O'Hare, Rosemont, Illinois

G-Fest XXIX
- Date: 12-14 luglio 2024
- Ospiti: Takuji Yamada, Rie Ōta, Ayako Fujitani
- Film: TBA
- G-Fest Hall of Fame Award inductees: TBA
- Hyatt Regency O'Hare, Rosemont, Illinois